# Министарски савјет Републике Бугарске
Министарски савјет Републике Бугарске (буг. Министерски съвет на Република България) је носилац извршне власти у Бугарској.
Састоји се од министра-предсједника и ресорних министара. Министарски савјет руководи унутрашњом и спољном политиком земље, извршењем државног буџета, потврђује и проглашава међународне уговоре.